# 萊夫里哈 (桑坦德省)

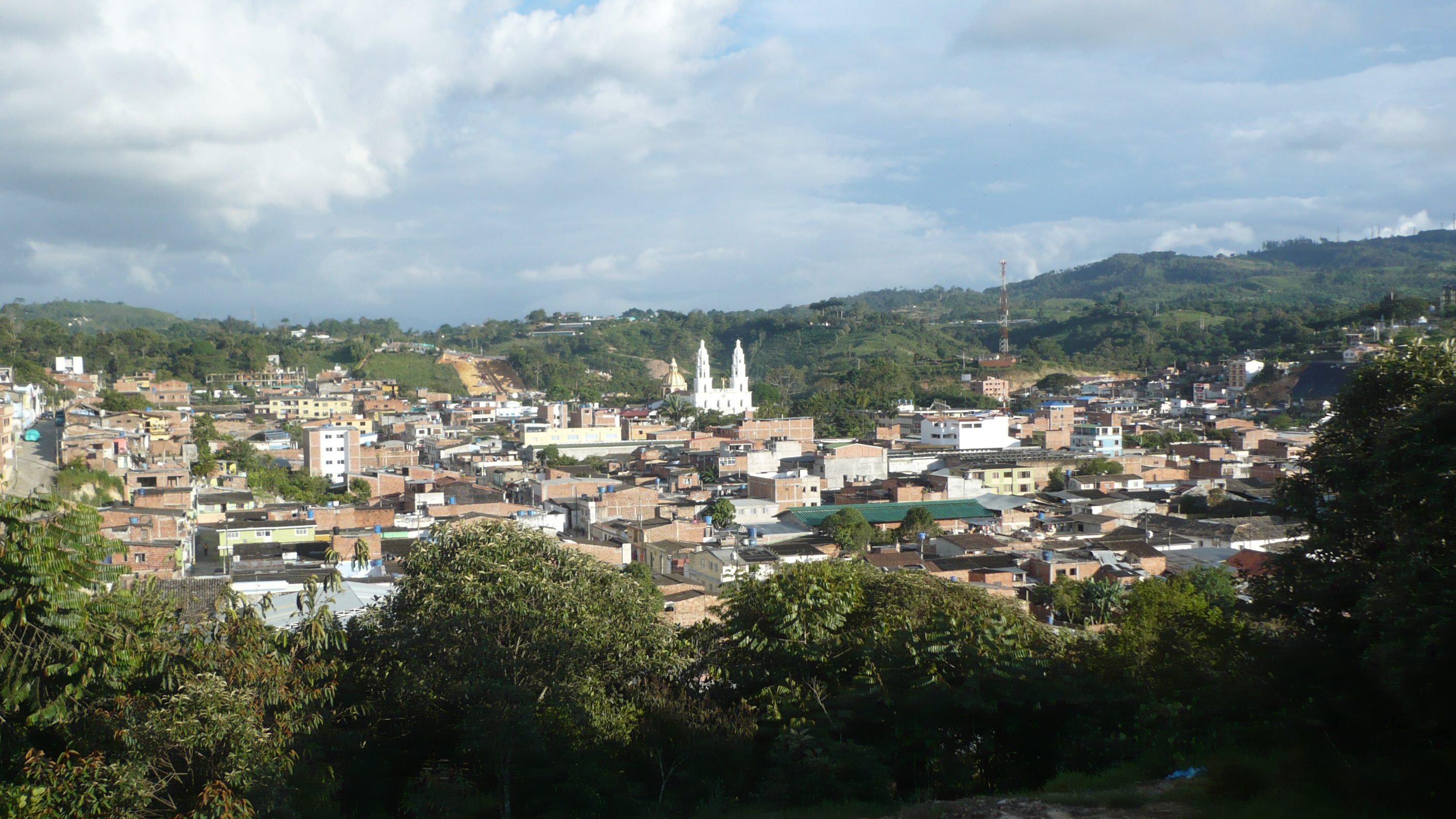

萊夫里哈是哥倫比亞的城鎮，位於該國東北部，由桑坦德省負責管轄，距離首府布卡拉曼加15公里，面積854平方公里，海拔高度1,055米，2005年人口30,984。
7°25′N 73°25′W / 7.417°N 73.417°W